# Der Fundator

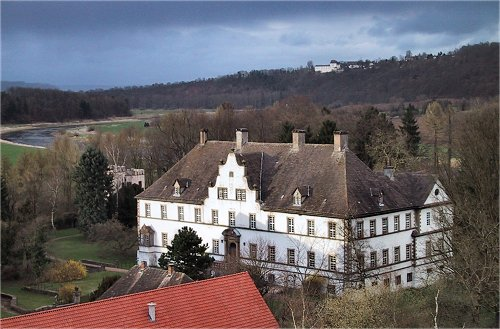
Schloss Wehrden. Der „Drosteturm“ ist unmittelbar links des Schlosses zu erkennen

Der Fundator (lateinisch für Gründer oder Stifter) ist der Titel einer Ballade der Schriftstellerin Annette von Droste-Hülshoff. Das 1840/42 in Rüschhaus verfasste Werk wurde erstmals 1844 in ihrem Band „Gedichte“ publiziert.

## Form und Aufbau
Die Ballade besteht aus siebzehn Strophen zu je sieben Versen im Jambischen Vierheber. Die Verse sind paarweise gereimt, wobei die letzte Zeile jeweils den Reim des zweiten Reimpaares aufnimmt. Dass die Ballade durchgängig im Präsens verfasst ist, verleiht ihr zugleich einen eindringlichen wie unmittelbaren Charakter.

## Inhalt
Die Ballade Der Fundator schildert in gespenstischer Weise die Nacht in einem Schloss. Während die Herrschaft zu einer Einladung fortgefahren ist, hat der Diener Sigismund die Aufsicht über das Kind übernommen und liest dabei in der Chronik des Hauses, die ein einhundert Jahre zuvor verstorbener Kirchenfürst geschrieben hatte. Gegenüber dem Fenster des Saals befindet sich der Wartturm, der von ihm bewohnt gewesen war und in dem der Diener nun ein unnatürliches Licht und den schreibenden Prälaten selbst zu sehen vermeint. Als er schließlich diesen herannahen hört, ergreift er in Panik das schlafende Kind und flieht, bis er beruhigt die über die Schlossbrücke einfahrende Kutsche hört.

## Historischer Hintergrund
Hermann Werner von Wolff-Metternich zur Gracht, von 1684 bis zu seinem Tod 1704 Fürstbischof von Paderborn, hatte 1697 ein Familienfideikommiss zugunsten seines Neffen Hieronymus Leopold von Wolff-Metternich zur Gracht gestiftet, der, zunächst für den geistlichen Stand bestimmt, zum Stammvater der auf Schloss Wehrden residierenden Nebenlinie wurde. Als Stammsitz ließ er 1696 bis 1699 das bestehende Landdrostenhaus in Wehrden (Weser) zum Schloss ausbauen. Wie überliefert ist, hatte der Bauherr während der Bauarbeiten des Schlosses in dem von ihm 1696 umgestalteten Kapellenturm von 1615 gewohnt, um den Fortgang der Bauarbeiten regelmäßig zu überwachen. Später war es Annette von Droste-Hülshoff, die den seither Annette- oder Droste-Turm genannten Turm bei Besuchen bei ihrer Tante und Taufpatin Freifrau Dorothea von Wolff-Metternich bewohnte. Das Kind, um das der Diener in dem Gedicht besorgt ist, dürfte, da dieses zum einhundertsten Todestag des „Fundators“ spielt, der 1803 geborene Klemens von Wolff-Metternich gewesen sein.

## Text
Im Westen schwimmt ein falber Strich,

Der Abendstern entzündet sich

Grad’ überm Sankt Georg am Tore;

Schwer haucht der Dunst vom nahen Moore.

Schlaftrunkne Schwäne kreisen sacht

Ums Eiland, wo die graue Wacht

Sich hebt aus Wasserbins’ und Rohre.

 

Auf ihrem Dach die Fledermaus,

Sie schaukelt sich, sie breitet aus

Den Rippenschirm des Schwingenflosses,

Und, mit dem Schwirren des Geschosses,

Entlang den Teich, hinauf, hinab,

Dann klammert sie am Fensterstab,

Und blinzt in das Gemach des Schlosses.

 

Ein weit Gelaß, im Sammetstaat,

Wo einst der mächtige Prälat

Des Hauses Chronik hat geschrieben.

Frisch ist der Baldachin geblieben,

Der güldne Tisch, an dem er saß,

Und seine Seelenmesse las

Man heut in der Kapelle drüben.

 

Heut sind es grade hundert Jahr,

Seit er gelegen auf der Bahr’

Mit seinem Kreuz und Silberstabe.

Die ew’ge Lamp’ an seinem Grabe

Hat heute hundert Jahr gebrannt.

In seinem Sessel an der Wand

Sitzt heut ein schlichter alter Knabe.

 

Des Hauses Diener, Sigismund,

Harrt hier der Herrschaft, Stund’ auf Stund’:

Schon kam die Nacht mit ihren Flören,

Oft glaubt die Kutsche er zu hören,

Ihr Quitschern in des Weges Kies,

Er richtet sich – doch nein – es blies

Der Abendwind nur durch die Föhren.

 

‘s ist eine Dämmernacht, genau

Gemacht für Alp und weiße Frau.

Dem Junkerlein ward es zu lange,

Dort schläft es hinterm Damasthange.

Die Chronik hält der Alte noch,

Und blättert fort im Finstern, doch

Im Ohre summt es gleich Gesange:

 

„So hab’ ich dieses Schloß erbaut,

Ihm mein Erworbnes anvertraut,

Zu des Geschlechtes Nutz und Walten;

Ein neuer Stamm sprießt aus dem alten,

Gott segne ihn! Gott mach’ ihn groß!“ –

Der Alte horcht, das Buch vom Schoß

Schiebt sacht er in der Lade Spalten.

 

Nein – durch das Fenster ein und aus

Zog schrillend nur die Fledermaus;

Nun schießt sie fort. – Der Alte lehnet

Am Simse. Wie der Teich sich dehnet

Ums Eiland, wo der Warte Rund,

Sich tief schattiert im matten Grund.

Das Röhricht knirrt, die Unke stöhnet.

 

Dort, denkt der Greis, dort hat gewacht

Der alte Kirchenfürst, wenn Nacht

Sich auf den Weiher hat ergossen.

Dort hat den Reiher er geschossen,

Und zugeschaut des Schlosses Bau,

Sein weiß Habit, sein Auge grau,

Lugt’ drüben an den Fenstersprossen.

 

Wie scheint der Mond so kümmerlich!

– Er birgt wohl hinterm Tanne sich –

Schaut nicht der Turm wie ’ne Laterne,

Verhauchend, dunstig, aus der Ferne!

Wie steigt der blaue Duft im Rohr

Und rollt sich am Gesims empor!

Wie seltsam blinken heut die Sterne!

 

Doch ha! – er blinzt, er spannt das Aug’,

Denn dicht und dichter schwillt der Rauch,

Als ob ein Docht sich langsam fache,

Entzündet sich im Turmgemache

Wie Mondenschein ein graues Licht,

Und dennoch – dennoch – las er nicht,

Nicht Neumond heut im Almanache? –

 

Was ist das? – deutlich, nur getrübt

Vom Dunst, der hin und wieder schiebt,

Ein Tisch, ein Licht, in Turmes Mitten,

Und nun – nun kömmt es hergeschritten,

Ganz wie ein Schatten an der Wand,

Es hebt den Arm, es regt die Hand, –

Nun ist es an den Tisch geglitten.

 

Und nieder sitzt es, langsam, steif, –

Was in der Hand? – ein weißer Streif! –

Nun zieht es Etwas aus der Scheiden

Und fingert mit den Händen beiden,

Ein Ding, – ein Stäbchen ungefähr, –

Dran fährt es langsam hin und her,

Es scheint die Feder anzuschneiden.

 

Der Diener blinzt und blinzt hinaus:

Der Schemen schwankt und bleichet aus,

Noch sieht er es die Feder tunken,

Da drüber gleitet es wie Funken,

Und in demselbigen Moment

Ist Alles in das Element

Der spurlos finstern Nacht versunken.

 

Noch immer steht der Sigismund,

Noch starrt er nach der Warte Rund,

Ihn dünkt, des Weihers Flächen rauschen,

Weit beugt er übern Sims, zu lauschen;

Ein Ruder! - nein, die Schwäne ziehn!

Grad’ hört er längs dem Ufergrün

Sie sacht ihr tiefes Schnarchen tauschen.

 

Er schließt das Fenster. – „Licht, o Licht!“ –

Doch mag das Junkerlein er nicht

So plötzlich aus dem Schlafe fassen,

Noch minder es im Saale lassen.

Sacht schiebt er sich dem Sessel ein

Zieht sein korallnes Nösterlein,

– Was klingelt drüben an den Tassen? –

 

Nein – ein Fliege schnurrt im Glas!

Dem Alten wird die Stirne naß;

Die Möbeln stehn wie Totenmale,

Es regt und rüttelt sich im Saale,

Allmählich weicht die Tür zurück,

Und in demselben Augenblick

Schlägt an die Dogge im Portale.

 

Der Alte drückt sich dicht zuhauf,

Er lauscht mit Doppelsinnen auf.

– Ja! am Parkett ein leises Streichen,

Wie Wiesel nach der Stiege schleichen –

Und immer härter, Tapp an Tapp,

Wie mit Sandalen, auf und ab,

Es kimmt – es naht – er hört es keuchen; –

 

Sein Sessel knackt! – ihm schwimmt das Hirn –

Ein Odem, dicht an seiner Stirn!

Da fährt er auf und wild zurücke,

Errafft das Kind mit blindem Glücke

Und stürzt den Korridor entlang.

O, Gott sei Dank! ein Licht im Gang,

Die Kutsche rasselt auf die Brücke!